# (14367) Hippokrates
(14367) Hippokrates (1988 RY3) – planetoida z pasa głównego asteroid okrążająca Słońce w ciągu 5,58 lat w średniej odległości 3,14 j.a. Odkryta 8 września 1988 roku.